# Harald Pohlmann
Harald Pohlmann (* 19. Juli 1955 in Neuhaus, Kreis Paderborn) ist ein deutscher Politiker der CDU.

## Leben

### Ausbildung und Beruf
Harald Pohlmann erlangte 1974 sein Abitur. Von 1974 bis 1975 und von 1976 bis 1981 belegte er ein Studium der Geschichte, Soziologie und Philosophie an der Universität Bielefeld, von 1975 bis 1976 an der Universität Köln und von 1981 bis 1984 an der Universität Hamburg. 1981 erlangte er den Magister Artium in Geschichte. 1984 promovierte er zum Dr. phil. Zur Finanzierung seines Studiums eröffnete er 1976 ein Einzelhandelsgeschäft für Boote und Wassersportzubehör. Dieses Geschäft verkaufte er 1989 an einen Mitarbeiter, um sich ganz auf den 1983 begonnenen Aufbau eines Freizeitparks, des Freizeitzentrums Schieder mit Einzelhandel, Gastronomie, Bootsverleih und Fahrgeschäften, zu konzentrieren. In dieser Zeit war er zeitweise Vizepräsident des Verbands Deutscher Freizeitparks und Freizeitunternehmen (VDFU). Seinen Freizeitpark verkaufte er 2007 an den Kreis Lippe. 2009 kaufte er die Fahrschule und das Bildungszentrum Zöllner, die mit 80 Mitarbeitern die größte Fahrschule Norddeutschlands ist. Der Schwerpunkt der Geschäftstätigkeit liegt in der Aus- und Weiterbildung von Kraftfahrern mit Niederlassungen in Hannover, Minden, Bielefeld und Lemgo.

### Politik
Zunächst als Kreisvorsitzender und dann 1995 als Landesvorsitzender NRW war Pohlmann bei den Wirtschaftsjunioren NRW der IHK aktiv.
Harald Pohlmann ist seit 1991 Mitglied der CDU. Seine politischen Mandate begannen 1993 als Vorsitzender des Stadtverbandes Lemgo der CDU und als Mitglied im Kreisvorstand der CDU Lippe. Von 1998 bis 2025 war er Bezirksvorsitzender der Mittelstandsunion in Ostwestfalen-Lippe der CDU. Von 1997 bis 2018 war er auch stellvertretender Vorsitzender der Mittelstandsvereinigung in NRW, zunächst unter dem Vorsitzenden Hartmut Schauerte und dann unter Hendrik Wüst. Von 2018 bis 2025 war er auch Mitglied im Bundesvorstand.
Er war von 1994 bis 1999 Mitglied im Kreistag Lippe. Er war von 1999 bis 2020 im Rat der Stadt Lemgo und war von 2009 bis 2020 Fraktionsvorsitzender. In dieser Zeit war er Mitglied in den Aufsichtsgremien u. a. der Sparkasse Lemgo, der Kommunalen Verkehrsgesellschaft, der Stadtwerke Lemgo und von Radio Lippe.
Harald Pohlmann rückte am 1. August 1998 in den 12. Landtag von Nordrhein-Westfalen nach.
1995 gründete er gemeinsam mit Freunden den Lions Club Detmold Residenz und war im Jahre 2008 dessen Präsident.

### Privat
Pohlmann ist evangelisch-reformiert und hat vier Kinder. Er lebt mit seiner Familie in Potsdam und ist dort in der CDU aktiv.

## Auszeichnungen und Ehrungen
- 2024: Bundesverdienstkreuz am Bande[5]